# Moings

Moings este o comună în departamentul Charente-Maritime, Franța. În 2013 avea o populație de 180 de locuitori.